# Peter Coles
Pour les articles homonymes, voir Coles (homonymie).
Peter Coles, né en 1963 à Newcastle upon Tyne, est un professeur d'astrophysique théorique à l'Université de Cardiff où il travaille depuis 2007.

## Biographie
Il est né à Newcastle upon Tyne et a été élève à la Royal Grammar School de Newcastle. Il a effectué ses études supérieures tout d'abord au Magdalene College de Cambridge en sciences de la nature, avec une spécialité en physique théorique, et il a obtenu son diplôme en 1985. Il a ensuite continué des études de doctorat à l'Université du Sussex et terminé sa thèse en 1988.
Son premier centre d'intérêt concerne la cosmologie, et spécialement les modèles théoriques qu'il s'efforce de mettre en cohérence avec les propriétés de l'univers observable, y compris le rayonnement du fond diffus cosmologique. Il est l'auteur d'un grand nombre de livres sur ce sujet ainsi que les sujets connexes, dont le manuel « Cosmology : the origin and evolution of cosmic structure » (Cosmologie : l'origine et l'évolution de la structure cosmique).
Il avait au préalable travaillé à l'université de Nottingham, à la Queen Mary, University of London, et à l'université du Sussex.
Il réside actuellement dans le quartier de Pontcanna, à Cardiff. Il avait auparavant vécu à Beeston (Nottinghamshire), à Bethnal Green (Londres) et à Brighton.
Le blog de Peter Coles écrit sous le pseudonyme en forme d'anagramme Telescoper, figure parmi les cinq premiers blogs de physique selon la liste du Daily Telegraph.